# مارتین هالر
 مارتین هالر (انگلیسی: Martin Haller؛ ۱ دسامبر ۱۸۳۵ – ۲۶ مهٔ ۱۹۲۵) یک معمار، و سیاست‌مدار اهل آلمان بود.